# Maren Gaulke
Maren Birgit Gaulke (* 4. April 1955) ist eine deutsche Herpetologin. Ihr Forschungsschwerpunkt ist die Biologie der Warane, Schlangen und Schildkröten.

## Leben
Nach dem Studium der Geo- und Biowissenschaften wurde Gaulke 1988 an der Universität Kiel zum Doktor promoviert. Mitte der 1980er Jahre begann sie mit ihrer Feldarbeit in Südostasien und auf den Philippinen, wo sie während ihrer biologischen Studien neue Erkenntnisse hinsichtlich der Ökologie, Ethologie und trophischen Abhängigkeiten tropischer Tiere sammelte. Dies führte zur Erstbeschreibung mehrerer neuer Reptilienarten, darunter Cyclemys pulchristriata Fritz, Gaulke & Lehr, 1997, Dendrelaphis flavescens Gaulke, 1994, Gekko ernstkelleri Rösler, Siler, Brown, Demegillo & Gaulke, 2006, Luperosaurus corfieldi Gaulke, Rösler & Brown, 2007 und Lycodon fausti Gaulke, 2002. Ihr Hauptinteresse gilt den Waranen, von denen sie die Arten Varanus mabitang Gaulke & Curio, 2001, Varanus palawanensis Koch, Gaulke & Böhme, 2010, Varanus rasmusseni Koch, Gaulke & Böhme, 2010 und Varanus samarensis Koch, Gaulke & Böhme, 2010 erstbeschrieb. 2017 gehörte sie zum Erstbeschreiber-Team der philippinischen Froschart Sanguirana acai von den Inseln Negros, Masbate und Panay.
Gaulke arbeitet als Beraterin mit nationalen und internationalen Institutionen bei der Statusklassifizierung gefährdeter Arten und der Einrichtung von Schutzgebieten zusammen. Ferner ist sie außerordentliche Mitarbeiterin am Geobio-Center der Ludwig-Maximilians-Universität München.
Gaulke veröffentlichte als Hauptautorin oder Co-Autorin die Bücher Naturreiseführer Philippinen (2002), Naturreiseführer Australien (2007, mit Alexander Volker Altenbach), Wasseragamen und Segelechsen (2008, mit Heiko Werning) und The Herpetofauna of Panay Island, Philippines (2011). Für die Bücher Anoxia: Evidence for Eukaryote Survival and Paleontological Strategies (2012) von Alexander Volker Altenbach, Joan M. Bernhard und Joseph Seckbach sowie Varanoid Lizards of the World (2004) von Eric Pianka und R. Dennis King steuerte sie Kapitel bei. Daneben erschienen ihre wissenschaftlichen Beiträge in mehreren internationalen Journalen, darunter Hamadryad, Zootaxa, Elaphe, Herpetozoa, Asiatic Herpetological Research, Salamandra und Copeia.

## Dedikationsnamen
Gernot Vogel und Johan van Rooijen benannten im Jahr 2008 die Bronzenatternart Dendrelaphe marenae zu Ehren von Maren Gaulke.